# Vallbo
Vallbo, en by i Undersåkers socken i Åre kommun. Vallbo är känt för sitt kapell, Vallbo kapell, samt som en utgångspunkt för vandringar till Anarisfjällen och Lunndörrsfjällen. Byn ligger vid foten av fjället Middagsvalen och är tillika belägen i närheten av Vålådalen.